# Rick Vallin
Pour les articles homonymes, voir Vallin.
Rick Vallin (né le 24 septembre 1919 à Théodosie et mort le 31 août 1977  à Los Angeles) est un acteur américain. 

## Biographie
Rick Vallin est apparu dans plus de 150 films.

## Filmographie partielle
- 1942 : Lady from Chungking de William Nigh
- 1943 : L'Île des péchés oubliés (Isle of Forgotten Sins) d'Edgar Georg Ulmer
- 1943 : Ghosts on the Loose de William Beaudine
- 1947 : Le Dernier des peaux-rouges (Last of the Redmen) de George Sherman
- 1947 : Poste avancé (Northwest Outpost) d'Allan Dwan
- 1949 : Batman et Robin (serial) de Spencer Gordon Bennet
- 1950 : Sur le territoire des Comanches (Comanche territory) de George Sherman
- 1950 : Les Requins du Pacifique (Killer Shark) de Budd Boetticher
- 1950 : State Penitentiary de Lew Landers
- 1951 : La Hache de la vengeance (When the Redskins Rode) de Lew Landers
- 1951 : L'Aigle rouge de Bagdad (The Magic Carpet) de Lew Landers
- 1952 : La Revanche d'Ali Baba (Thief of Damascus) de Will Jason (en)
- 1952 : King of the Congo (serial) de Spencer Gordon Bennet et Wallace Grissell
- 1957 : Les espions s'amusent (Jet Pilot) de Josef von Sternberg
- 1957 : L'Ultime Chevauchée (Raiders of Old California) d'Albert C. Gannaway (en)
- 1960 : The Wizard of Baghdad de George Sherman
- 1964 : Feu sans sommation (The Quick Gun) de Sidney Salkow